# Radvilė Morkūnaitė
Radvilė Morkūnaitė-Mikulėnienė (Kaunas, 2 januari 1984) is een Litouws politica actief binnen de partij Tėvynės Sąjunga – Lietuvos krikščionys demokratai.
Sinds de verkiezingen van 2009 zetelt zij voor haar partij en de Europese Volkspartij in het Europees Parlement als lid van de Fractie van de Europese Volkspartij (Christen-Democraten). Ze is commissielid van Milieubeheer, Volksgezondheid en Voedselveiligheid en de delegatie van de relaties met de Verenigde Staten en plaatsvervangend lid van de commissie Regionale ontwikkeling.